# Органне кріплення
Кріплення органне — гірниче кріплення, переносні привибійні стояки, встановлені впритул в один або декілька рядів. 
Застосовується як в очисних, так і підготовчих гірничих виробках. К.о. очисних виробок — різновид кріплення посадочного; призначене для управління гірничим тиском способом повного обвалення покрівлі. У підготовчих гірн. виробках К.о. застосовують при безціликовій відробці пластів для підтримки штреків на з'єднанні з виробленим простором. Умови використання: потужність пласта не більше 2,5 м, міцність покрівлі і ґрунту не менше 10 МПа, покрівля очисного вибою легкого та середнього обвалення. Число стояків на 1 м протяжності виробки визначають виходячи з розрахункового навантаження на К.о., яке приймається в залежності від потужності пласта і типу покрівлі за обваленням у межах 0,9-2,2 МН/м, а також тримкості одного стояка.